# Julien Lecoq
Pour les articles homonymes, voir Lecoq.
Julien Lecoq est un joueur français de volley-ball né le 3 décembre 1986 à Tarare (Rhône). Il mesure 2,00 m et joue central.

## Clubs
| Club              | De        | À         |
| ----------------- | --------- | --------- |
| Stade Poitevin    | 2006-2007 | 2008-2009 |
| Saint-Nazaire VBA | 2009-2010 | …         |

## Palmarès
- Championnat de France
  - Finaliste : 2007, 2008